# Torfowiska Czernik
Torfowiska Czernik este o arie protejată (sit de importanță comunitară — SCI) din Polonia întinsă pe o suprafață de 53,8 ha, integral pe uscat.

## Localizare
Centrul sitului Torfowiska Czernik este situat la coordonatele 52°20′34″N 21°35′07″E / 52.3428°N 21.5853°E.

## Înființare
Situl Torfowiska Czernik a fost declarat sit de importanță comunitară în octombrie 2009 pentru a proteja 2 specii de animale.

## Biodiversitate
Situată în ecoregiunea continentală, aria protejată conține 2 habitate naturale: Mlaștini turboase de tranziție și turbării mișcătoare, Mlaștini împădurite.
La baza desemnării sitului se află mai multe specii protejate:
- mamifere (1): castor (Castor fiber)
- nevertebrate (1): libelule (Leucorrhinia pectoralis)